# Authon-du-Perche
Authon-du-Perche je naselje in občina v srednjem francoskem departmaju Eure-et-Loir regije Center. Naselje je leta 2008 imelo 1.285 prebivalcev.

## Geografija
Kraj leži v pokrajini Perche 58 km jugozahodno od Chartresa.

## Uprava
Authon-du-Perche je sedež istoimenskega kantona, v katerega so poleg njegove vključene še občine Les Autels-Villevillon, La Bazoche-Gouet, Beaumont-les-Autels, Béthonvilliers, Chapelle-Guillaume, Chapelle-Royale, Charbonnières, Coudray-au-Perche, Les Étilleux, Luigny, Miermaigne, Moulhard, Saint-Bomer in Soizé s 5.690 prebivalci.
Kanton Authon-du-Perche je sestavni del okrožja Nogent-le-Rotrou.

## Zanimivosti
- cerkev sv. Andreja iz 11. stoletja;